# Ferrigno-Gletscher
Der Ferrigno-Gletscher ist ein ausladender Gletscher im ostantarktischen Viktorialand. An der Nordseite des Rampart Ridge in der Royal Society Range fließt er vom Mount Lynch und vom Bishop Peak in die Umgebung der Felsnadel The Spire.
Das Advisory Committee on Antarctic Names benannte ihn 1995 nach der US-amerikanischen Geologin Jane G. Ferrigno (* 1941) vom United States Geological Survey, einer Spezialistin für die Auswertung von Satellitenbildern zur Erstellung von Landkarten.